# Маяк острова Грэйт-Каптен
Маяк острова Грэйт-Каптен (англ. Great Captain Island Light) — маяк, расположенный на небольшом острове Грэйт-Каптен,  округ Фэрфилд, штат Коннектикут, США. Построен в 1829 году. Деактивирован в 1970 году. Административно принадлежит городу Гринвич.

## История
Небольшой остров Грэйт-Каптен находится среди группы небольших островов, лежащих на пути в гавань города Гринвич. Для безопасной навигации в этом месте требовался маяк, и в 1829 году Конгресс США выделил 5 000$ на его строительство, которое было закончено в этом же году и обошлось в 3 455,17$. Маяк представлял собой каменную башню высотой 9 метров и каменный дом смотрителя. Для освещения использовались масляные лампы. В 1858 году их заменили на линзу Френеля. Качество первоначальных построек, особенно башни маяка, было неудовлетворительным, и их состояние постоянно ухудшалось. В 1867 году Конгресс выделил 12 000$ на строительство нового маяка, его строительство было завершено в 1868 году. Новый маяк был построен по тому же проекту, что и маяки Морган-Пойнт и острова Шеффилд в Коннектикуте, маяки Олд-Филд-Пойнт и острова Плам в штате Нью-Йорк и Северный маяк острова Блок в Род-Айленде. Он представлял собой двухэтажный дом смотрителя в викторианском стиле из гранитных блоков, на крыше которого была расположена восьмиугольная башня маяка высотой 16 метров. В 1970 году был установлен новый автоматический маяк на скелетной башне, и маяк острова Грэйт-Каптен был выведен из эксплуатации. В 2009 году маяк был отреставрирован.
В 1991 году он был включен в Национальный реестр исторических мест.